# CakePHP
CakePHP és un entorn de treball de desenvolupament d'aplicacions web escrit en PHP, creat sobre els conceptes de Ruby on Rails.
CakePHP va començar el 2005 quan Ruby On Rails estava guanyant popularitat. A partir d'aquell moment, la seva acceptació va créixer i ha generat molts subprojectes.

## Prestacions
Igual que Ruby On Rails, CakePHP facilita al programador la interacció amb la base de dades mitjançant el patró ActiveRecord. A més, fa ús del patró Model-View-Controller. Algunes de les característiques més importants són:
- És compatible amb PHP4 i PHP5.
- CRUD de la base de dades ja integrat.
- URLs amigables.
- Sistema de plantilles ràpid i flexible.
- Helpers per a AJAX, Javascript, HTML, formularis i altres.
- Treballa sobre qualsevol carpeta del lloc.
- Incorpora Validació de formularis integrada.
- Fa scaffolding de les aplicacions.
- Disposa de components de seguretat i de sessió.
- Les seves funcionalitats es poden ampliar a través de plugins i components.